# Бронштейн Айзик Григорович
Айзик Григорович Бронштейн (нар. 1939) — радянський футболіст та тренер, виступав на позиції півзахисника.

## Життєпис
Футбольну кар'єру розпочав у 1958 році в складі КФК «Авангард» (Чернівці), але наступного сезону перейшов до іншого колективу, дрогобицького «Нафтовика». У 1960 році повернувся до «Авангарду», який того року дебютував у «Класі Б». У складі чернівецького колективу виступав до 1962 року.
У 1961 році виступав також в аматорському клубі «Авангард» (Кам'янець-Подільський). По ходу сезону 1962 року перейшов до складу дрогобицького «Нафтовика», але вже наступного року повернувся до чернівецького «Авангарду», в якому виступав до завершення професіональної кар'єри в 1965 році. Всього за «Буковину» («Авангард») провів 145 офіційних матчів (136 в чемпіонаті і 9 в кубку) та забив 13 голів.
Наступного року захищав кольори аматорського колективу «Машзавод» (Чернівці). У 1972 році виступав у складі іншого аматорського клубу, «Легмаш» (Чернівці). Після чого працював дитячо-юнацьким тренером, серед найбільш відомих його вихованців, є Роман Угренчук та Ігор Заводчиков.